# Біла Плита
Біла Плита (рос. Р. Белая Плита) — річка в Росії у Прохоровському районі Бєлгородської області. Права притока річки Сіверського Дінця (басейн Азовського моря).

## Опис
Довжина річки приблизно 21,42 км, найкоротша відстань між витоком і гирлом — 18,83  км, коефіцієнт звивистості річки — 1,14 . Формується багатьма балками та загатами.

## Розташування
Бере початок на південній околиці села Призначноє. Тече переважно на південний захід і на південно-західній околиці села Ржавець впадає у річку Сіверський Донець, праву притоку Дону.
Населені пункти вздовж берегової смуги: Красне, Плота.